# Johnny Logan

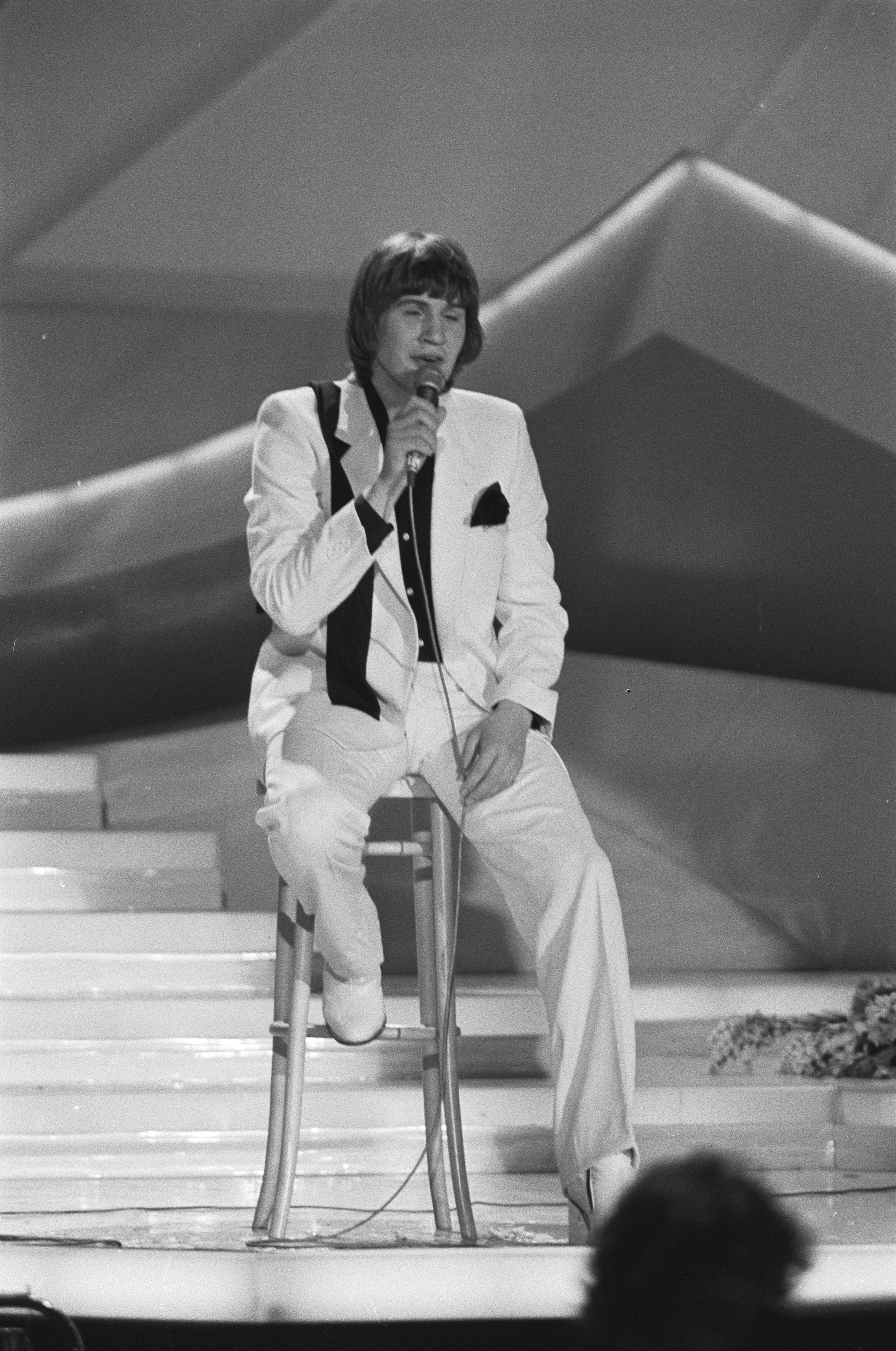
Johnny Logan tijdens het Eurovisiesongfestival 1980

Johnny Logan, artiestennaam van Seán Patrick Michael Sherrard (Frankston, Victoria (Australië), 13 mei 1954), is een Ierse zanger en liedjesschrijver. Hij is vooral beroemd doordat hij namens Ierland driemaal het Eurovisiesongfestival won. Tweemaal deed hij dit als uitvoerend artiest (in 1980 met What's another year en in 1987 met het door hemzelf geschreven Hold me now) en in 1992 zegevierde hij nogmaals, als tekstschrijver en componist van Why me? (uitgevoerd door Linda Martin). Vanwege dit recordaantal staat hij in verschillende landen ook wel bekend als Mr. Eurovision.

## Biografie
Seán Sherrard werd geboren in Australië als een zoon van de bekende Ierse tenor Charles Sherrard, beter bekend onder zijn artiesten naam Patrick O'Hagan, die drie keer optrad in het Witte Huis. Toen hij drie jaar oud was, verhuisde de familie terug naar Ierland. Sherrard kende een muzikale jeugd waarin hij al op jonge leeftijd gitaar leerde spelen. Zijn eerste liedjes componeerde hij toen hij 13 was. Na de middelbare school ging hij aan de slag als elektricien en trad daarnaast op in clubs. Ook speelde hij in enkele musicals, waaronder de rol van Adam in de musical Adam en Eva (1976) en als Joseph in de Ierse versie van Joseph and the Amazing Technicolor Dreamcoat (1977). Samen met zijn broer Michael maakte hij deel uit van verschillende bands.
Aan het begin van zijn professionele muziekcarrière nam Sherrard de artiestennaam Johnny Logan aan, ontleend aan het hoofdpersonage uit de film Johnny Guitar. Hij nam vervolgens in 1978 zijn eerste single op: No, I don't want to fall in love. Het werd geen hit. In een zoektocht naar meer succes besloot hij zich in te schrijven voor de Ierse nationale voorronde voor het Eurovisiesongfestival van 1979. Met het nummer Angie eindigde hij daar achter winnaar Cathal Dunne op de derde plaats. Later dat jaar verscheen zijn debuutalbum, In London.

### Eerste songfestivalzege
In maart 1980 deed Logan nogmaals een poging om voor Ierland naar het Eurovisiesongfestival te gaan. In de Ierse voorronde van dat jaar trad hij aan met What's another year, een nummer van Shay Healy. Ditmaal wist Logan de competitie gemakkelijk te winnen en mocht Ierland zodoende vertegenwoordigen op het Eurovisiesongfestival, dat een maand later plaatsvond in Den Haag. Hij werd vooraf tot de favorieten voor de eindzege gerekend en bleek die verwachtingen inderdaad te kunnen inlossen. Behalve van Marokko en Turkije ontving hij van ieder land punten en met een totaalscore van 143 punten bezorgde hij Ierland na tien jaar weer een songfestivaloverwinning. Bij de herhaling van zijn winnende lied was Logan zichtbaar ontroerd.
What's another year groeide in verschillende Europese landen uit tot een grote hit. Behalve in Ierland zelf bereikte het ook de nummer 1-positie in onder meer België en het Verenigd Koninkrijk. Desondanks lukte het Logan niet om zijn plotselinge internationale succes vast te houden. Opeenvolgende singles flopten en het aantal boekingen viel tegen, naar eigen zeggen door slecht management en zijn eigen onervarenheid. Als gevolg raakte de zanger in de financiële problemen en ontwikkelde hij tevens een alcoholprobleem.
In 1984 kende Logan evenwel weer een succes als schrijver van het nummer Terminal 3, waarmee Linda Martin namens Ierland tweede werd op het Eurovisiesongfestival van dat jaar. Hij kreeg de smaak van het songfestival weer te pakken en bleef potentiële inzendingen schrijven. Zo trad zijn broer Michael (Mike) Sherrard in de Ierse voorronde van 1985 aan met het door Logan geschreven nummer Hearts, dat echter op de laatste plaats belandde. In 1986 werd zijn lied If I can change your mind, opnieuw uitgevoerd door Linda Martin, vierde in de Ierse voorselectie.

### Tweede songfestivalzege
In een poging om zijn carrière weer op de rails te krijgen, en zijn predicaat van eendagsvlieg uit te wissen, wilde Logan zelf terugkeren naar het songfestival om te proberen het evenement nogmaals te winnen. In 1987 schreef en componeerde hij hiervoor het nummer Hold me now, dat hij inzond naar de Ierse nationale voorronde van dat jaar. Hij wist de selectie opnieuw op zijn naam te schrijven en mocht Ierland zodoende andermaal gaan vertegenwoordigen op het Eurovisiesongfestival, dat twee maanden later gehouden werd in Brussel.
Op het songfestival, waar hij als oud-winnaar veel media-aandacht kreeg, werd Logan wederom beschouwd als een van de favorieten. De totale puntenscore van 172 was uiteindelijk voldoende voor de overwinning. Het betekende na 1970 en 1980 de derde Ierse songfestivalzege, en de tweede voor Logan persoonlijk. Hij werd zodoende de eerste, en tot Loreen in 2012 en 2023 de enige, uitvoerende artiest die het Eurovisiesongfestival twee keer wist te winnen. Net als bij zijn eerste overwinning, zeven jaar eerder, was Logan bij de herhaling van zijn winnende lied zichtbaar geëmotioneerd. Tijdens het zingen omhelsde hij zijn achtergrondzangers en had hij moeite met de hoge slotnoot.
Net als met What's another year scoorde Johnny Logan ook met Hold me now een grote hit in verschillende Europese landen. Behalve in Ierland zelf bereikte hij ook in Vlaanderen weer de nummer 1-positie. De opvolgende single I'm not in love werd, evenals het uitgebrachte album Hold me now, een bescheiden succes.

### Derde songfestivalzege
Na enkele jaren, waarin hij onder meer een internationale tournee maakte, hield Logan zich aan het begin van de jaren negentig wederom bezig met het Eurovisiesongfestival. Voor de Ierse nationale voorronde van 1991 schreef hij het nummer When do I get over you?, waarmee zijn broer Mike op de zesde plaats belandde. Een jaar later hervatte hij opnieuw zijn samenwerking met Linda Martin en schreef voor haar het lied Why me?, dat uiteindelijk de Ierse inzending zou worden op het Eurovisiesongfestival van 1992 in Malmö. Het lied sloeg aan en zorgde voor een nieuwe overwinning voor Ierland. Logan werd hiermee de eerste (en tot op heden enige) persoon die erin slaagde het Eurovisiesongfestival drie keer te winnen.

### Latere carrière
In de jaren die volgden bleef Logan muziek schrijven en uitbrengen. Hij werd een veelgevraagd artiest op evenementen waarbij het Eurovisiesongfestival centraal staat. Zijn populariteit stabiliseerde zich met name in Scandinavië, Duitsland, Nederland en België.
Op verschillende manieren bleef Logan door de jaren heen bij het Eurovisiesongfestival betrokken. Zo gaf hij tijdens de puntentelling in 2004 de Ierse punten door en schreef hij zowel in 2004 als in 2005 een nummer voor de Nederlandse nationale voorronde, het Nationaal Songfestival. In 2004 betrof dit The story of my life voor Arno Kolenbrander en in 2005 How does it feel voor Airforce. Geen van beide nummers won, al eindigde How does it feel wel op een respectabele tweede plaats.
Tevens nam Logan regelmatig zitting in vakjury's tijdens nationale selecties, onder meer in België (2006) en Nederland (2010). Tijdens de Belgische voorronde van 2006 ontmoette hij zanger Kaye Styles, met wie hij vervolgens twee nummers opnam: Don't cry en I love to party. Dit waren moderne r&b-bewerkingen van zijn winnende songfestivalliedjes Hold me now en What's another year. De single werd in de zomer van 2006 een groot succes in Vlaanderen. In dezelfde periode scoorde Logan ook weer een hit in Nederland met A state of happiness, dat gebruikt werd in een reclamecampagne van Center Parcs.
Zowel in 2007 als in 2009 werd Logan door de Ierse omroep RTÉ benaderd om Ierland opnieuw te vertegenwoordigen op het Eurovisiesongfestival, maar in beide gevallen liepen de gesprekken op niets uit. In 2010 werd gemeld dat Logan de Franse inzending van dat jaar zou schrijven, maar ook hier kwam uiteindelijk niets van terecht.
Met zijn album The Irish connection boekte Logan in 2007 een groot succes in de Scandinavische landen. In Zweden en Noorwegen bereikte het album de eerste plaats van de albumlijst. In 2012 verscheen een tweede deel. Zijn meest recente album kwam uit in 2017, getiteld It is what it is.

### Trivia
- Op 30 april 1980, elf dagen na zijn eerste songfestivalzege in Den Haag, kwam Logan terug naar Nederland om op te treden tijdens het inhuldigingsfeest van koningin Beatrix.
- In 1998 zong hij met Wendy Van Wanten het duet You've really got a hold on me, dat uitgebracht werd op haar album Denk aan mij.
- In 2002 zong hij met André Hazes het duet You've lost that lovin' feelin', dat in Nederland op single verscheen.
- In 2009 was Logan te gast bij Toppers in concert 2009.
- In 2016 stond hij samen met rapper Digitzz centraal in het televisieprogramma Ali B op volle toeren.
- In 2021 wordt Hold me now gebruikt in een televisiereclame van de Mediamarkt.
- In 2022 deed hij mee in The Masked Singer (Vlaanderen) als Edelhert.
- In 2022 trad hij in de Ziggo Dome in Amsterdam met zijn songfestivalsuccessen op bij het Het grote Songfestivalfeest 2022.

## Discografie (albums)
- In London (1979)
- What's another year / The Johnny Logan album (1980)
- Straight from the heart (1985)
- Hold me now (1987)
- Mention my name (1989)
- Endless emotion (1992)
- Reach out (1996)
- Love is all (1999)
- Reach for me (2001)
- Save this Christmas for me (2001)
- We all need love (2003)
- The Irish connection (2007)
- Irishman in America (2008)
- Nature of love (2010)
- The Irish connection 2 (2012)
- It is what it is (2017)

## Hitlijsten

### Albums
| Album met eventuele hitnotering(en) in de Nederlandse Album Top 100 | Datum van verschijnen | Datum van binnenkomst | Hoogste positie | Aantal weken | Opmerkingen |
| ------------------------------------------------------------------- | --------------------- | --------------------- | --------------- | ------------ | ----------- |
| Hold me now                                                         | 1987                  | 08-08-1987            | 44              | 8            |             |

### Singles
| Single met eventuele hitnotering(en) in de Nederlandse Top 40 | Datum van verschijnen | Datum van binnenkomst | Hoogste positie | Aantal weken | Opmerkingen                                   |
| ------------------------------------------------------------- | --------------------- | --------------------- | --------------- | ------------ | --------------------------------------------- |
| What's another year                                           | 1980                  | 03-05-1980            | 3               | 9            | Alarmschijf / Nr. 6 in de Single Top 100      |
| In London                                                     | 1980                  | 28-06-1980            | tip             | -            |                                               |
| Hold me now                                                   | 1987                  | 30-05-1987            | 3               | 10           | Alarmschijf / Nr. 3 in de Single Top 100      |
| I'm not in love                                               | 1987                  | -                     |                 |              | Nr. 70 in de Single Top 100                   |
| You've lost that lovin' feelin'                               | 2002                  | -                     |                 |              | met André Hazes / Nr. 57 in de Single Top 100 |
| A state of happiness                                          | 2006                  | 17-06-2006            | 22              | 2            | Nr. 21 in de Single Top 100                   |

| Single met hitnotering(en) in de Vlaamse Ultratop 50 | Datum van verschijnen | Datum van binnenkomst | Hoogste positie | Aantal weken | Opmerkingen     |
| ---------------------------------------------------- | --------------------- | --------------------- | --------------- | ------------ | --------------- |
| What's another year                                  | 1980                  | 03-05-1980            | 1 (2wk)         | 11           |                 |
| In London                                            | 1980                  | 19-07-1980            | 29              | 1            |                 |
| Hold me now                                          | 1987                  | 30-05-1987            | 1 (4wk)         | 12           |                 |
| I'm not in love                                      | 1987                  | 08-08-1987            | 6               | 7            |                 |
| Don't cry / I love to party                          | 2006                  | 22-07-2006            | 7               | 13           | met Kaye Styles |

### NPO Radio 2 Top 2000
| Nummers met noteringen in de NPO Radio 2 Top 2000 | '99  | '00  | '01  | '02  | '03  | '04 | '05  | '06 | '07 | '08  |
| ------------------------------------------------- | ---- | ---- | ---- | ---- | ---- | --- | ---- | --- | --- | ---- |
| Hold Me Now                                       | 1302 | 1378 | 1612 | -    | -    | -   | 1614 | -   | -   | -    |
| What's Another Year                               | 1123 | 1233 | -    | 1924 | 1844 | -   | 1649 | 928 | -   | 1813 |

1. ↑  Een '-' betekent dat het nummer niet was genoteerd en een vetgedrukt getal geeft de hoogste notering van een nummer aan.
2. ↑  Deze tabel is bijgewerkt tot en met de laatste editie (2024).

1965: Butch Moore · 
1966: Dickie Rock · 
1967: Sean Dunphy · 
1968: Pat McGeegan · 
1969: Muriel Day · 
1970: Dana · 
1971: Angela Farrell · 
1972: Sandie Jones · 
1973: Maxi · 
1974: Tina Reynolds · 
1975: The Swarbriggs · 
1976: Red Hurley · 
1977: The Swarbriggs Plus Two · 
1978: Colm Wilkinson · 
1979: Cathal Dunne · 
1980: Johnny Logan · 
1981: Sheeba · 
1982: The Duskeys · 
1984: Linda Martin · 
1985: Maria Christian · 
1986: Luv Bug · 
1987: Johnny Logan · 
1988: Jump the Gun · 
1989: Kiev Connolly & The Missing Passengers · 
1990: Liam Reilly · 
1991: Kim Jackson · 
1992: Linda Martin · 
1993: Niamh Kavanagh · 
1994: Paul Harrington & Charlie McGettigan · 
1995: Eddie Friel · 
1996: Eimear Quinn · 
1997: Marc Roberts · 
1998: Dawn Martin · 
1999: The Mullans · 
2000: Eamonn Toal · 
2001: Gary O'Shaughnessy · 
2003: Mickey Harte · 
2004: Chris Doran · 
2005: Donna & Joe · 
2006: Brian Kennedy · 
2007: Dervish · 
2008: Dustin the Turkey · 
2009: Sinéad Mulvey & Black Daisy · 
2010: Niamh Kavanagh · 
2011: Jedward · 
2012: Jedward · 
2013: Ryan Dolan · 
2014: Can-linn feat. Kasey Smith · 
2015: Molly Sterling · 
2016: Nicky Byrne · 
2017: Brendan Murray · 
2018: Ryan O'Shaughnessy · 
2019: Sarah McTernan · 
2021: Lesley Roy · 
2022: Brooke · 
2023: Wild Youth · 
2024: Bambie Thug · 
2025: Emmy
1956: Lys Assia · 
1957: Corry Brokken · 
1958: André Claveau · 
1959: Teddy Scholten · 
1960: Jacqueline Boyer · 
1961: Jean-Claude Pascal · 
1962: Isabelle Aubret · 
1963: Grethe & Jørgen Ingmann · 
1964: Gigliola Cinquetti · 
1965: France Gall · 
1966: Udo Jürgens · 
1967: Sandie Shaw · 
1968: Massiel · 
1969: Frida Boccara, Lenny Kuhr, Salomé, Lulu · 
1970: Dana · 
1971: Séverine · 
1972: Vicky Leandros · 
1973: Anne-Marie David · 
1974: ABBA · 
1975: Teach-In · 
1976: Brotherhood of Man · 
1977: Marie Myriam · 
1978: Izhar Cohen & The Alphabeta · 
1979: Gali Atari & Milk & Honey · 
1980: Johnny Logan · 
1981: Bucks Fizz · 
1982: Nicole · 
1983: Corinne Hermès · 
1984: Herreys · 
1985: Bobbysocks · 
1986: Sandra Kim · 
1987: Johnny Logan · 
1988: Céline Dion · 
1989: Riva · 
1990: Toto Cutugno · 
1991: Carola Häggkvist · 
1992: Linda Martin · 
1993: Niamh Kavanagh · 
1994: Paul Harrington & Charlie McGettigan · 
1995: Secret Garden · 
1996: Eimear Quinn · 
1997: Katrina & the Waves · 
1998: Dana International · 
1999: Charlotte Nilsson · 
2000: Olsen Brothers · 
2001: Tanel Padar, Dave Benton & 2XL · 
2002: Marie N · 
2003: Sertab Erener · 
2004: Ruslana · 
2005: Elena Paparizou · 
2006: Lordi · 
2007: Marija Šerifović · 
2008: Dima Bilan · 
2009: Alexander Rybak · 
2010: Lena Meyer-Landrut · 
2011: Ell & Nikki · 
2012: Loreen · 
2013: Emmelie de Forest · 
2014: Conchita Wurst · 
2015: Måns Zelmerlöw · 
2016: Jamala · 
2017: Salvador Sobral · 
2018: Netta Barzilai ·
2019: Duncan Laurence ·
2021: Måneskin ·
2022: Kalush Orchestra ·
2023: Loreen ·
2024: Nemo
- Bibliothèque nationale de France: cb13996875j (data)
- Gemeinsame Normdatei: 134447301
- International Standard Name Identifier: 0000 0000 6310 8271
- Library of Congress Control Number: no98027471
- MusicBrainz: 6f929291-881c-4eb3-8711-54546f52dd01
- Bibliotheek van het Japanse parlement: 00514664
- Nationale Bibliotheek van Israël: 987009849075305171
- Nederlandse Thesaurus van Auteursnamen: 073166634
- Virtual International Authority File: 64201744
- WorldCat: E39PBJw8Xdxf4WgrcxcGC9PbBP